# آرچی استارک
آرچی استارک (انگلیسی: Archie Stark؛ ۲۱ دسامبر ۱۸۹۷ – ۲۷ مهٔ ۱۹۸۵) یک بازیکن فوتبال اهل ایالات متحده آمریکا بود.
وی همچنین در تیم ملی فوتبال ایالات متحده آمریکا بازی کرده است.